# Jan Cornelis van Es
Jan Cornelis van Es (Herwijnen, 24 mei 1887 – 20 oktober 1971) was een Nederlands politicus. 
Hij werd geboren als zoon van Kornelis van Es (1839-1901, aannemer) en Aartje de Fockert (1846-1921). In 1914 werd hij de gemeentesecretaris van Rhoon. Een jaar later volgde hij daar G.E.C. Ribbius op als burgemeester.
Van Es was burgemeester tijdens de Tweede Wereldoorlog. Na afloop van de oorlog werd hij door de zuiveringsraad onschuldig geoordeeld. In 1948 moest hij echter voor de rechtbank in Dordrecht verschijnen, waar hij werd beschuldigd van samenwerking met de Duitse bezetter. Het tribunaal sprak hem echter vrij van de ten laste gelegde feiten.
Van Es ging midden 1952 met pensioen en overleed in 1971 op 84-jarige leeftijd.